# Девня
Вижте пояснителната страница за други значения на Девня.
Девня е град в Североизточна България, административен център на община Девня, област Варна. С население от 8952 души (15 март 2024) градът е на 3-то място в областта след Варна и Провадия.
Намира се в североизточния край на Девненската низина в подножието на южните склонове на Добруджанското плато, недалеч от Черно море. Река Девня в миналото се е вливала в Белославското езеро край града, но заради изградената голяма промишлена зона на града краят на руслото ѝ е отклонен към близката Провадийска река, която след 2 км се влива в езерото. В района извират карстови извори с общ дебит от 3700 литра в секунда. В устията на реките има влажни зони. Заради индустриалната зона околната среда е замърсена.
Местните забележителности са останки от древния римски Марцианопол, включително амфитеатър и Музей на мозайките, както и близката природна забележителност Побитите камъни.

## География
Девня се намира на Добринското плато, в най-източната част от платото, на 22 километра западно от Варна и 18 километра североизточно от Провадия.
Градът е известен с карстовите извори, които дават начало на река Девня. Те са най-големите карстови извори в България с общ дебит от 3700 литра в секунда. В района има общо около 30 извора, обединени в 7 изворни групи. Всички извори са каптирани за водоснабдяване на промишлеността на Девня и Варна.

## История
На 2 километра северно от града, югозападно от кариерата за циментовия завод, е открито скално светилище.
Античното име на Девня е Марцианополис (на латински: Marcianopolis; на гръцки: Μαρκιανούπολις). Той е главният град на римската провинция Долна Мизия (Moesia inferior), основан от император Траян през 106 г. след походите срещу даките. Предполага се, че е нарекъл града в чест на сестра си Марция. От онзи период е известен слабо проучен античен амфитеатър.
При избухването на Балканската война в 1912 г. човек от Девня е доброволец в Македоно-одринското опълчение.
В близкото минало днешният град Девня е представлявал 3 села – Девня (или Девне – „Божествено великолепно място“), Река Девня и Марково. В края на 1950-те години започват строежите на девненските заводи. През 1969 г. Девня е обявена за град, включващ кварталите „Нанко Недев“ (с. Девня), „Изворите“ (с. Река Девня), „Повеляново“ (с. Марково) и „Химик“ (с жилища за работниците), както и Промишлената зона. Днес никой не живее в кв. „Химик“ и повечето блокове са съборени, а болницата е преместена в кв. Река Девня – сегашното и предишно име на „Изворите“. Квартал „Нанко Недев“ е преименуван на кв. „Девня 1“, а името на Повеляново не е променено.
През социализма се развива мрежата на градския масов транспорт с 3 градски линии (№ 2, 3), както и извънградските линии за Варна № 14, 24, 28. Бившето държавно автомобилно предприятие е приватизирано и обслужва линии 1, 1А, 14, 14А, 28.
На 1 ноември 1986 година тежка промишлена авария в Завода за винилхлорид и поливинилхлорид убива 20 души.

## Население
С население от 8952 души (15 март 2024) градът е на 3-то място в областта след Варна и Провадия.
Численост на населението според преброяванията през годините:
| \| Година на преброяване \| Численост \| \| --------------------- \| --------- \| \| 1934 \| 4351 \| \| 1946 \| 4734 \| \| 1956 \| 7987 \| \| 1965 \| 10 557 \| \| 1975 \| 12 464 \| \| 1985 \| 9680 \| \| 1992 \| 8412 \| \| 2001 \| 8733 \| \| 2011 \| 8013 \| \| 2021 \| 6616 \| |           |
| Година на преброяване | Численост |
| 1934 | 4351      |
| 1946 | 4734      |
| 1956 | 7987      |
| 1965 | 10 557    |
| 1975 | 12 464    |
| 1985 | 9680      |
| 1992 | 8412      |
| 2001 | 8733      |
| 2011 | 8013      |
| 2021 | 6616      |

Численост и дял на етническите групи според преброяването на населението през 2011 г.:
|                     | Численост | Дял (в %) |
| Общо                | 8013      | 100,00    |
| Българи             | 5802      | 72,40     |
| Турци               | 625       | 7,79      |
| Цигани              | 519       | 6,47      |
| Други               | 149       | 1,85      |
| Не се самоопределят | 122       | 1,52      |
| Неотговорили        | 796       | 9,93      |

## Икономика
По времето на НРБ е изграден Девненският промишлен комплекс – сред образците на индустриално строителство. Предприятията от комплекса произвеждат електроенергия, цимент, захар и химически продукти – сода, химически торове, пластмаси и продукти за други химически производства, като солна киселина, хлор и пр. Към края на 1970-те и началото на 1980-те години те произвеждат близо 20 % от продукцията на химическата промишленост:
- „Агрополихим“ – азотна киселина, амоняк, моно- и ди-калциев фосфат, натриев триполифосфат, стабилизирана амониева селитра, троен суперфосфат;
- „Полимери“ – дихлоретан, натриева основа, по-рано и поливинилхлорид (ПВЦ); – не работи от 2000 г
- „Солвей Соди“ – „лека“ и „тежка“ калцинирана сода, натриев бикарбонат;
- „Захарен завод“ – рафинирана захар;
- „Девня-Цимент“ АД – цимент.

## Образование
Училища
- СОУ „Васил Левски“ (кв. Девня 1)
- ОУ „Св. св. Кирил и Методий“ (кв. Повеляново)

Детски градини
- ЦДГ „Незабравка“
- ОДЗ „Детелина“
- ОДЗ „Здравец“[неработеща препратка]

## Култура
- Музей на мозайките – сред Стоте национални туристически обекта на БТС. Посещения: 10 – 16 ч. (без събота и неделя). Има печат на БТС.

Читалища
- Народно читалище „Просвета“
- Народно читалище „Отец Паисий“
- Читалище „Съзнание“

Обществени сгради
- Младежки дом
- Дневен център за хора с увреждания

Редовни събития
- Празник на град Девня е 24 май
- Фолклорен събор „Девня“
- Ретро рали „Девня“